# Leonore Blum
Leonore Blum (18 de desembre de 1942, Nova York) és una distingida professora de Ciències de les Matemàtiques i Computació a la Universitat de Carnegie Mellon.

## Primers anys i educació
Va néixer i va passar la seva infància a la Ciutat de Nova York (i parcialment a Veneçuela). La seva mare era una mestra de ciència en una escola de Nova York.
Després de la seva graduació, va estudiar arquitectura a la universitat de Carnegie (Institut de Tecnologia) de 1959 a 1961. Després va començar una nova carrera a la Universitat Simmons (Boston), per estudiar matemàtica, graduant-se l'any 1963.
Va rebre el seu doctorat en matemàtiques a l'Institut de Tecnologia de Massachusetts l'any 1968. La seva tesi va ser sobre Estructures d'Àlgebra Generalitzada. A continuació, es va traslladar a la Universitat de Califòrnia en Berkeley com a becària postdoctoral i professora de matemàtiques.

## Carrera
El 1973 va ingressar a la facultat de Mills College, on l'any 1974 es va integrar al Departament de Matemàtiques i Ciències de la Computació (com a directora i codirectora durant tretze anys). L'any 1979, se li va atorgar la primera Càtedra Letts-Villard.
El 1983 Blum va guanyar el premi Career, de la Fundació de Ciència Nacional per treballar amb Michael Shub al Centre de Llicenciats CUNY. Van treballar en generadors de nombres aleatoris i funcions racionals (vegeu Blum Blum Shub). L'any 1987, va treballar per a IBM i el 1989 van publicar els seus treballs amb Michael Shub i Stephen Smale. L'any 1990, va ingressar al Congrés Internacional de Matemàtics, on va presentar la seva teoria de complexitat computacional i computació real.
L'any 1992, Blum va ser designada com a directora (adjunta) de l'Institut de Recerca de les Ciències Matemàtiques (MSRI). Després de visitar la Universitat de la Ciutat de Hong Kong durant un any, va ser nomenada en la seva actual posició, alCarnegie Mellon (des de 1999). L'any 2002 va ser candidata al premi de les ciències Noether Lecturer. El 2012 va ser inclosa com a membre de la Societat Americana de Matemàtiques.

## Vida personal
Lenore Blum està casada amb Manuel Blum i és mare d'Avrim Blum. Tots tres són professors de Ciències de la Computació a la Universitat de Carnegie Mellon. Lenore té una germana, Harriet Epstein.

## Obra
- L. Blum, "A Brief History of the Association for Women in Mathematics: The Presidents' Perspectives", from AMS Notices, Vol. 38, No. 7, 1991, pp. 738–774.
- L. Blum, M. Blum and M. Shub, “A Simple Secure Pseudo-Random Number Generator,” SIAM Journal of Computing, Vol. 15, No. 2, 364-383, 1986.
- L. Blum, “A New Simple Homotopy Algorithm for Linear Programming I,” Journal of Complexity, Vol.4, No.2, 124-136, 1988.
- L. Blum, M. Shub, S. Smale, “On a Theory of Computation Over the Real Numbers; NP Completeness, Recursive Functions and Universal Machines,” FOCS; 88; Bulletin of the AMS, Vol. 21, No.1, 1-46, 1989.
- L. Blum, F. Cucker, M. Shub and S. Smale, Complexity and Real Computation, Springer-Verlag, 1998.
- L. Blum, “Computing over the Reals, Where Turing Meets Newton”, Notices of the AMS, 2004.